# Doris ananas
Doris ananas is een slakkensoort uit de familie van de Dorididae. De wetenschappelijke naam van de soort werd voor het eerst geldig gepubliceerd in 2016 door S. Lima, Tibiriçá en Simone.